# Rathaus Klotzsche

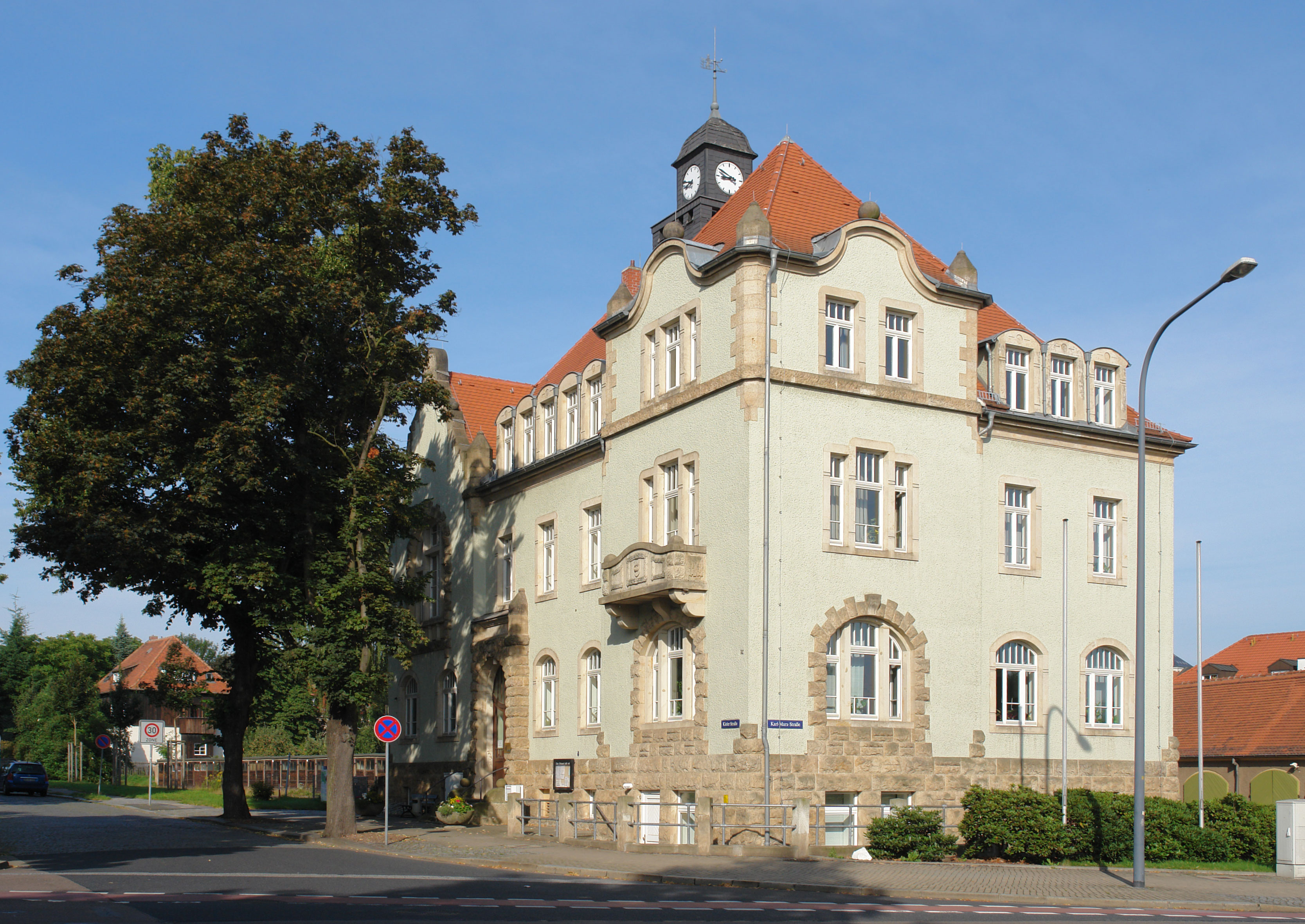
Rathaus Klotzsche

Das Rathaus Klotzsche ist ein unter Denkmalschutz stehendes Gebäude an der Kieler Straße 52 im Dresdner Stadtteil Klotzsche. Ursprünglich diente es als Sitz der Klotzscher Stadtverwaltung und wird heute vom Stadtbezirksamt Klotzsche genutzt.

## Geschichte
Das Gebäude wurde 1906/07 an der Kieler Straße (bis 1950 Gartenstraße) als Sitz der Gemeindeverwaltung des damals noch selbständigen Ortes erbaut. Ursprünglich war dieses Grundstück für einen Schulneubau vorgesehen. Baubeginn war am 22. Oktober 1906, die Finanzierung in Höhe von 60000 Mark erfolgte durch ein Darlehen des Landwirtschaftlichen Kreditvereins für das Königreich Sachsen. Architekt des Gebäudes war Gustav Rudolph.
Ab 1935 hatte im Rathaus bis zur Eingemeindung des Ortes 1950 die Stadtverwaltung Klotzsche ihren Sitz. Danach waren hier verschiedene Dienststellen der Stadt Dresden untergebracht. Seit 1992 befindet sich im Gebäude der Sitz des Stadtbezirksamts Klotzsche. Dieses ist neben Klotzsche auch für die benachbarten Stadtteile Hellerau, Rähnitz und Wilschdorf zuständig.

## Bauausführung

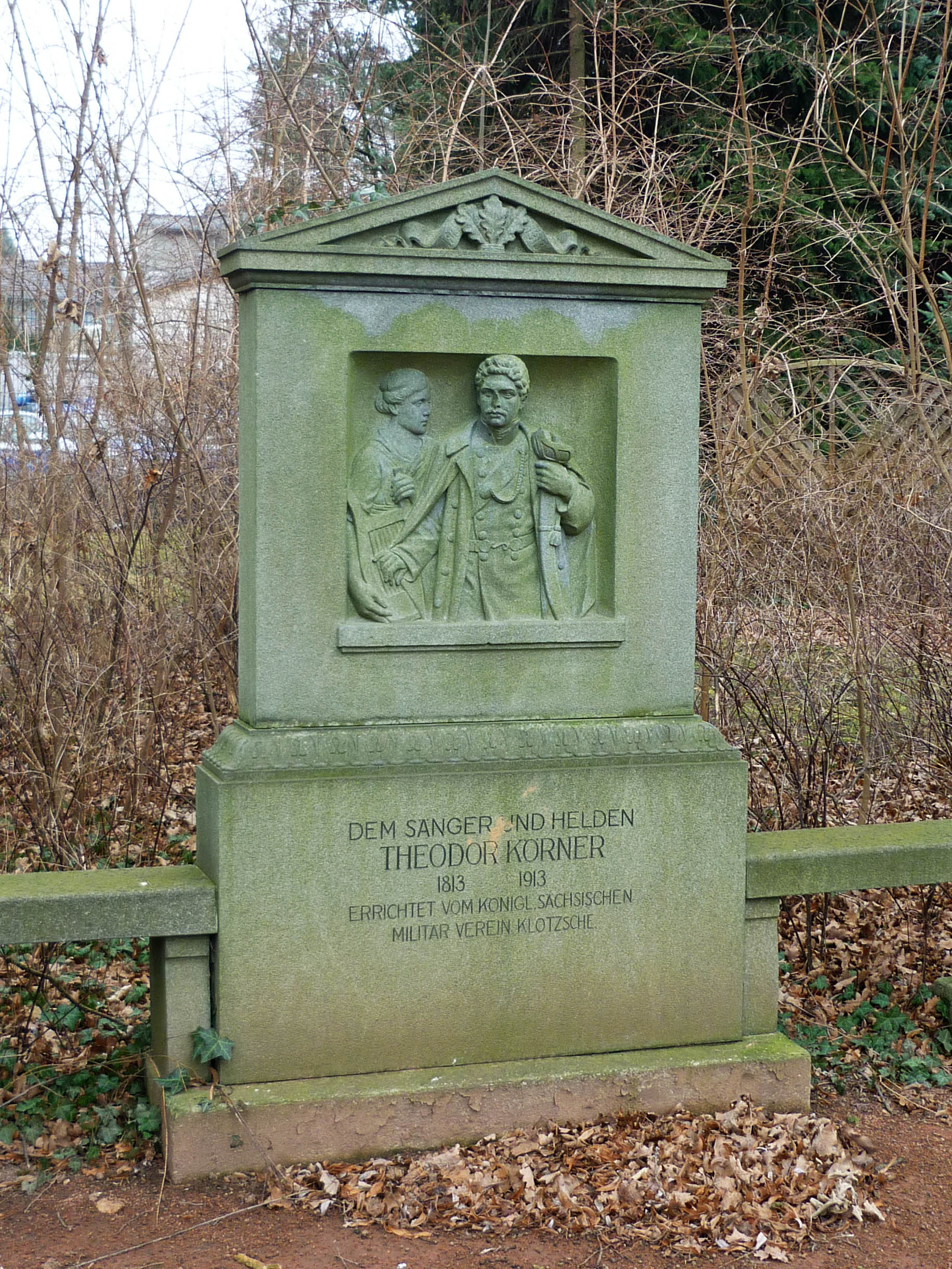
Das Theodor-Körner-Denkmal

Das in einfacher architektonischer Ausführung geplante Haus hat zwei Etagen und ein ausgebautes Mansardgeschoss. Einziger plastischer Schmuck waren an der linken Giebelseite Relieftafeln mit dem sächsischen Staatswappen sowie dem Gemeindesiegel von Klotzsche. Diese wurden jedoch in den 1960er Jahren entfernt. Auf dem Dach befindet sich ein kleiner Dachreiter mit Uhr und einer Wetterfahne.
Im Inneren erhielt das Rathaus im Erd- und im ersten Obergeschoss Büro- und Verwaltungsräume sowie einen Ratssaal für die Versammlungen des Gemeinderates. Im zweiten Obergeschoss befanden sich zwei Dienstwohnungen. Nach der Verleihung des Stadtrechts wurde der Saal 1935 neu gestaltet und vom Klotzscher Kunstmaler Friedrich Alfred Oehme mit einem Gemälde ausgestaltet, welches eine Ortsansicht Klotzsches zeigt. Dieses Bild wurde nach 1950 entfernt und im Jahr 2000 wieder angebracht. Der Ratssaal dient seit seiner Sanierung 1998 als Bürgersaal für verschiedene öffentliche Veranstaltungen.
Vor dem Rathaus befindet sich in einer kleinen Grünanlage ein Gedenkstein für Theodor Körner. Dieser wurde 1916 vom Bildhauer Gröne im Auftrag des Königlich-Sächsischen Militärvereins Klotzsche geschaffen.